# 神宮寺ナオ
神宮寺 ナオ（じんぐうじ なお、1997年〈平成9年〉2月15日 - ）は、日本のAV女優。クルーズグループ所属。

## 略歴
2017年10月、『処女卒業 AVデビュー 神宮寺ナオ 20歳 経験人数は0人 緊張の初撮影完全ノーカット』でAVデビュー。
2019年6月よりマドンナ専属、同年11月より本中でも専属となり2社専属となる。

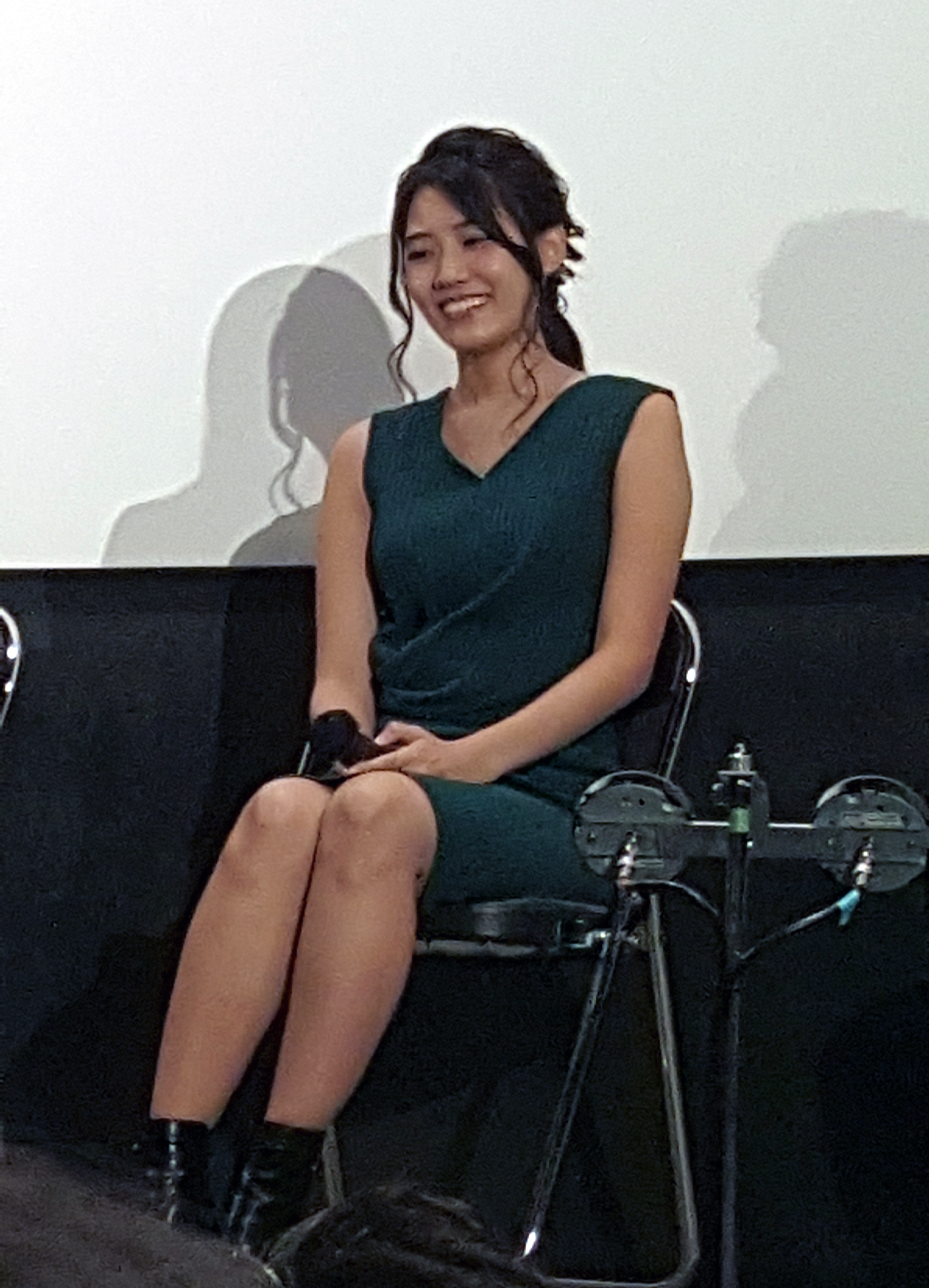
映画『バージン協奏曲 それゆけ純白パンツ!』舞台挨拶（2019年）

2019年公開『バージン協奏曲 それゆけ純白パンツ!』（小栗はるひ監督）で映画初主演。
2020年5月、本中からムーディーズへ移籍し、マドンナとムーディーズの2社専属となる。
2021年8月発表「読者300人が選んだFLASH 2021セクシー女優ランキング」読者投票29位。同年8月、月刊FANZA発表「このAV女優がすごい!2021年夏」第6位。
2022年5月に発表されたアサヒ芸能「2022現役AV女優SEXY総選挙」で第20位。9月13、14日に東京・原宿RUIDOで行われた「ミルジェネ10周年記念LIVE Sweet Memories」に歌手として出演した。
2022年11月21日週FANZA動画フロアランキングにおいて、『あれ？外なのにおっきしてる 彼女が在宅の2日間、セフレ志願の彼女の親友と密着囁き誘惑デートで勃起させられたら即近くのホテルで何度も何度も中出ししまくった。 神宮寺ナオ』が1位を記録。
2023年5月に発表されたアサヒ芸能「2023現役AV女優SEXY総選挙」第18位。
同年10月2日週FANZA動画フロアランキングにて、2022年9月発売の『神宮寺ナオ 12hours MOODYZ専属 1st BEST』が再浮上し10位にランクインした。
2024年、FANZAレンタルフロア2月度月間AV女優ランキング5位を記録。
2024年4月発売『アサヒ芸能』発表「2024現役AV女優セクシー総選挙」において総合22位（東京25位、大阪27位）となる。
2025年1月13日週FANZA通販フロアランキングで『「人生最後の勃起かもしれないんだ、一瞬だけでイイから挿れさせて！！」 勃起不全になった義父に同情して混浴したらまさかのフル勃起、相性抜群過ぎて馬乗り騎乗位で何度も生ハメ狂ってしまった私。 神宮寺ナオ』が初登場5位を記録。FANZA通販フロア1月度AV女優ランキングでも6位を記録した。
同年2月3日週FANZA通販フロアランキングにて、イメージビデオ『Nao2 Stilla-moving version-・神宮寺ナオ ブルーレイエディション』（REbecca）が初登場9位となった。
2025年2月17日週FANZA通販フロアランキングにて出演した『マドンナALL専属バスツアー2025 ハーレムを掴み取った男たちが極上の美女を独占！！酒池肉林のお祭りはまだまだ続く！！夢の大共演＆大乱交FESTIVAL！！後編』が初登場8位となる。
同年5月5日週FANZA通販フロアランキングにて、イメージビデオ『能動的三分間』（FAIR＆WAY）が初登場4位を記録した。
同年5月12日週FANZA通販フロアランキングにて、『ハプニングバー人妻NTR 「あなたのためよ…」と言っていた妻がいつしか群がる男たちに夢中になっていた。』（マドンナ）が初登場10位を記録。
同年FANZAレンタルフロアおよび通販フロア5月度月間AV女優ランキングがどちらも5位となる。

## 人物
- 神奈川県出身[24]。
- 趣味はBL。特技は妄想[25]。幼少期はアニメ好きであったが、高校へ入学した頃の一時期K-POPに深く傾倒する。そして、K-POPに関する情報を検索する中でBLの存在を目の当たりにし、瞬く間に腐女子化していった[26][27]。女性が登場するBLは生理的に好まない[26][27]。
- 家族は母親と兄のひとり親育ち[28]。
- 高校が女子校で、BL・妄想好きの腐女子であり、男子との恋愛とも縁遠かった中、このまま恋人ができず処女のままなのかと不安になっていた。いろいろと調べる中で、AV女優という職業の存在を知り、今の事務所に在籍したことがデビューのきっかけ[29][26]。初体験の感想は「正直…がっかりした」。男優や周囲のスタッフが冷静で、想像ばかりが膨らみすぎていたためである[30]。
- 芸名は自らの命名によるもの。由来は大好きな『うたの☆プリンスさまっ♪』の「神宮寺レン」から[26][27]。ただ、第一希望は別のキャラクターだったが、既にほかのAV女優に苗字を使用されていたため、言葉のひびきがかっこいい「神宮寺」にした[26][27]。
- 演技は未経験だったが、台本を読むことは楽しく、自分で役柄を考えながら、様々な役になれるのは楽しいと語る[31][32]。男優との掛け合いができないVR作品は苦手にしている[33]。痛がる演技の際、「演技に見えなくてビデ倫の審査に通らないかも」と高い演技力が災いし、撮り直しになったことがある[34]。
- 他の女優と共演するときは、乳首が気になる。タレ乳を自認している[35]。
- 俳優の松本洋一は「彼女は目で演技ができる」と評価するなど、演技力の評価が高い[36]。
- AV監督のさもありは、「男の願望によって作られた痴女は好きではない」と断りを入れつつ、「神宮寺さんはそこに収まらない無軌道なエロさがある」と指摘[37]。フェラを指示したのに、自分の毛先を舐めて男優の尿道に差し込んだ逸話、腕時計を外して男性器に巻き付けた逸話を語った[37]。これを受けて神宮寺は「フェラの時にふざけちゃうのはテンパってるからで、決して余裕じゃない（笑）」と回答している[37]。
- AVプロデューサーの智子は「カメラに写ってないところで男優さんを噛んだりする」「何をしてくるかわからないワクワク感があります」とアドリブの逸話を語っている[38]。

## 作品

### アダルトDVD
- 処女卒業 AVデビュー 神宮寺ナオ 20歳 経験人数は0人（10月13日、プレステージ）
- 呆れるほど卑猥な乳房が揺れる女子大生・なお こんな肢体で、エッチ経験はまだ1回!（12月13日、オーロラプロジェクト）
- ゴーゴーズ 人妻温泉忘年会～狂乱の宴2017～ side.A（12月29日、ゴーゴーズ）（一ノ瀬奈美 名義）
- ゴーゴーズ 人妻温泉忘年会～狂乱の宴2017～ side.B（12月29日、ゴーゴーズ）（一ノ瀬奈美 名義）
- ゴーゴーズ 人妻温泉忘年会～狂乱の宴2017～ Special edition（12月29日、ゴーゴーズ）（一ノ瀬奈美 名義）

- 来年入社予定! 某地上波局アナウンス部新卒内定取り消し! AVで有名な例の車に乗ってエッチなことしたのがバレて大変なことになった女子大生ナオがやけっぱちのAV出演!! しかもワケアリ素人処女!!（1月11日、Mr.michiru）
- 寝取らせ検証『綺麗な裸を残しておきたい』メモリアルヌード撮影で共演した夫よりも若いモデルの他人棒を見て愛液を垂らした妻はその後、SEXしてしまうのか? VOL.4 新春拡大版!!（1月11日、コスモス映像）（まなみさん 24歳 名義）他出演：藤波さとり、紗々原ゆり
- 教え子と生中出し温泉旅行 なおちゃん（1月12日、ケイ・エム・プロデュース/宇宙企画）
- セックスした日は手帳にシールを貼っている（1月12日、バルタン）
- 初撮り妊娠セックス（1月25日、豊彦）（財前玲奈 名義）
- ゴーゴーズ 人妻温泉忘年会～狂乱の宴2017～裏側全部見せます（2月2日、ゴーゴーズ）（一ノ瀬奈美 名義）
- 媚薬を飲まされマ●コに快楽を刻みつけられた私は、毎日メチャクチャに犯され、強烈な快楽に溺れています。（2月19日、チキチキカマー/妄想族）
- 汁だくアクメ美ジョガー妊娠種付け（2月25日、MDMA）（岡田みつき 名義）
- 美大生のプリケツ娘（3月1日、プラネットプラス）
- 「えっHとかあまり興味ないですから…」とか言ってる 地味でオクテでオタな彼女さんを、彼氏に内緒でしつこくクドいて少しずつ脱がせて最終的に大好きホールド＆あへ顔ダブピーいただきました! ※ついでに気持ち良すぎて「別れます宣言」も…（汗）。（3月13日、JET映像）
- 友達同士の男女がド痴女プレイ体験（3月21日、ROCKET）（えり 名義）
- 株式会社ゴーゴーズAVメーカー的業務日報vol.03（3月30日、ゴーゴーズ）（一ノ瀬奈美 名義）
- 発情期になった女がノーパンマンチラで男を誘惑してくる世界（4月1日、MOODYZ）
- 唾液を絡ませ自ら腰を振る。素顔丸出し一泊旅行。「恥ずかしいくらい感じてる私編」（4月7日、ダスッ!）
- お尻大好きしょう太くんのHなイタズラ（4月19日、グローリークエスト）
- 美人女教師 恥辱の家庭訪問（4月25日、オーロラプロジェクト）
- マジックミラー号 初めての膣内洗浄! 女子○生にマ○コを洗うと感度が上がる!?過激な保健体育の特別講義でマ○コから大噴射! 10人中10本番!（なるみ　名義）（4月26日、SOD）
- 父と娘の近親セックス 酒癖が悪く、親離れも出来ない私はいつもお父さんに迷惑を掛けています。そんなだからあの日も…。（5月1日、プラネットプラス）
- 妊活ヨガ教室にうっかり入会! 子種を求める爆乳妻に密着されるハーレム中出しレッスン（5月1日、Fitch）
- 妹に筆おろしされた挙句、拘束され飼い慣らされてしまった僕。（5月19日、ドグマ）
- 髪射【はっしゃ】 神宮寺ナオ 黒髪少女にザーメンをぶちまける（5月20日、レイディックス）
- 日本最大の繁華街にある「老舗おっぱいパブ」でオキニの嬢が騎乗位生ハメで中出しするまで（5月24日、Mr.michiru）
- 墜とされた美しき税理事務所員 「私、弱みを握られ、凌辱調教の日々が続いています…」（5月25日、オーロラプロジェクト）
- そして姉妹は犯された（6月7日、アタッカーズ）
- 緊縛解禁!!緊縛オイルマッサージに堕ちた人妻（6月7日、マドンナ）
- 私、新人看護師なのに不妊治療センターの精液採取室に配属されました… 2（6月7日、サディスティックヴィレッジ）
- むちむちデカ尻 神ブルマ（6月7日、親父の個撮）
- 顔出しNGのエロイプ巨乳女子大生が刺激を求めて最初で最後のAV出演! （6月15日、ピーターズ）（なおさん 名義）
- 「先生、私、進学します」進路まで決めてくれた大事な恩師とデリヘルバイトで再開。（6月25日、ダスッ!）
- 面接ドキュメント 通りすがりのAV女優 09 処女と娼婦編（6月30日、HMJM）
- 淫魔病棟 4（7月7日、アタッカーズ）
- 一般男女モニタリングAV 徹底比較! 「愛情VS巨根」 仲良しカップル限定 30日間の禁欲生活をした素人女子大生と彼氏がプロAV男優と人生初の ディープス（7月7日、outvision）
- • 清楚OL痴漢白書～むっつりスケベなOLなおさんの痴漢願望に火を付けたら ザーメンで汚される事で興奮するドスケベ痴漢待ち娘になりました～（7月7日、下半身タイガース／妄想族）
- 夏休み。私は中出しSEXし続けました。（7月13日、ケイ・エム・プロデュース/宇宙企画）
- 指を出し入れする音がリアルに伝わる! パンツの隙間から指入れGスポットオナニー（7月13日、アロマ企画）
- はじめて彼女ができたので幼なじみとSEXや中出しの練習をする事にした（8月1日、MOODYZ）
- 素人セーラー服生中出し (改) 137 神宮寺ナオ すまし顔の変態美少女×こんな顔して濡れマ○コデカプリケツ×生中出し（8月1日、プラム）
- 憧れの彼女が押しに弱いヤリマンだったら…（8月7日、桃太郎映像出版）
- ノーパンノーブラ姉妹（8月10日、LEO）
- 中出し専用肉便器（8月13日、MOODYZ）
- 軟体! 新体操女子のドM従順セックス（8月14日、ケー・トライブ）
- 抱かれたくない男に死にたくなるほどイカされて…（8月25日、マドンナ）
- 両親が居ない3日間の留守を狙って義理の妹とAVごっこした青春記録。（9月1日、MOODYZ）
- 漆黒の乳りん（9月1日、AV）（神宮寺寧々・28歳　名義）
- まさかっ!! もしかしてもしかするっ?! 仕事の後輩女子と2人っきり!! バスタオル1枚のナイスシチュエーション発生!! 神様っ、これは一発ヤレってことでしょうか?（9月7日、LEO）
- いもうとLOVE（9月11日、ケー・トライブ）
- マシュマロの柔肌に包まれながら昇天! むちむちオイル回春エステ（9月13日、アロマ企画）
- 性奴隷の原石。なお（21歳）（9月19日、山と空）
- 出会って即生ハメ! 即中イキッ!中出し直後のビクッビクンってイッてる時に激ピストン再開!「もうイッてるってばぁ!」抵抗を無視して追撃ピストン連続中出し!（9月25日、本中）
- 奴隷倶楽部へ売られた女（9月28日、オルガ）
- 定年退職してヒマになったドスケベ義父の嫁いぢり（10月1日、VENUS）
- 誘惑♡アパレルショップ（10月5日、ドリームチケット）
- 神宮寺ナオ ハードレズ解禁!! 私だけのレズビアンペット-2泊3日の温泉旅行で、ナオさんを私だけのモノにします。- （10月7日、マドンナ）
- 文系お姉さんがささやき騎乗位でじっくりねっとり犯してあげる（10月7日、プレミアム）
- 美人美乳姉妹 なお・ゆい unfinished（10月7日、outvision）
- 痙攣絶頂サイレントレ×プ（10月13日、MOODYZ）
- 美しい後輩の嫁 昔かよっていた風俗嬢だった後輩の嫁さんに何度も中出ししてやりました（10月13日、アクアモール/HERO）
- 寝取られた婚約者 リアルタイムSEX生配信（10月25日、h.m.p DORAMA）
- 最強属性 26（10月26日、プレステージ）
- クラスの高嶺の花だった美女を媚薬でイクイク淫乱セフレにしてやった。（11月7日、プレミアム）
- 一年上の文学部の先輩に童貞筆下ろしされた日から三年間犯され続けている…（11月13日、MOODYZ）
- 痴女ハーレム病棟～複数ナースに抜かれまくっちゃったアナタ～（11月13日、アイデアポケット）
- 引っ越してきたばかりのナオちゃんは、セクハラされまくりのピチピチ女子大生（11月13日、AVS Collector's）
- 時間停止能力少女 周囲の時間を止めて好きな男子と1対1で絡み合う濃密中出し性交（11月25日、本中）
- 20歳の記念旅行で義父に犯された。（12月1日、MOODYZ）
- (裏)手コキクリニック ～完全版～ 性交クリニックファン感謝祭2018 ユーザーリクエストで選ばれたオールスター豪華ナース大集合 4時間SP!（12月6日、SODクリエイト）
- バトル・オブ・レズビアンズ～格闘ではない新たなレズ対決の新境地へ～（12月6日、ROCKET)）
- 隣人の情婦になってしまった妻9 ～捻り込まれし巨根～（12月7日、JET映像）
- あの日、大学の飲み会が中出し輪姦サークルに変わった。（12月25日、本中）

- 大学で上京した片想いのあの娘をデリヘルサイトで見つけたので、二泊三日でヤリに行くことにした記録。（1月1日、MOODYZ）
- 制服巨乳少女 発情レズビアン（1月1日、V(ヴィ)）
- 向かい部屋の人妻（1月7日、マドンナ）
- レズビアンに染められた新入社員（1月7日、ビビアン）
- 狙われて…。～ネットストーカーに犯された人妻 神宮寺ナオ～（1月11日、NAGIRA）
- ネトラレノトリコ 黒ぶちメガネの地味っ子少女が実は巨乳で快楽堕ちして彼氏の友達に寝取られる（1月13日、無垢）
- 気持ち良すぎて思わず叫んじゃうごめんなさいGスポットずーっと腰振り回し続けるイクイク騎乗位中出し（1月25日、本中）
- 黒人ホームステイNTR パンツに収まらない極太の円柱編（1月25日、ダスッ!）
- 彼女の上京NTR 大学進学で先に上京し、都会の男に身も心も奪われた僕の彼女（2月1日、MOODYZ）
- 精液ぶっかけ性感開発マッサージ（2月1日、ワンズファクトリー）
- じらされ我慢子 終わらない焦らしと溢れ出る体液×汗だく発狂ノンストップSEX（2月7日、ティーチャー/妄想族）
- 私、実は夫の上司に犯され続けてます…（2月13日、溜池ゴロー）
- 丸ごと!神宮寺ナオ 8時間 ～みんナオ勃起させちゃう天然エロBODY マドンナ初ベスト!!～（4月7日、マドンナ）※単体ベスト
- いきなり出張メンズエステ 本番絶対禁止なのに（５月19日、桃太郎映像出版）
- 神宮寺ナオさんのフェティッシュな一日（5月25日、1113工房/妄想族）
- 才色兼備な国民的AV女優マドンナ専属決定スペシャル!!神宮寺ナオが大人の階段をのぼる超濃密セックス3本番（6月7日、マドンナ）
- 神宮寺ナオBEST14本番46発射 （6月25日、本中）※単体ベスト
- 激レア素人ちゃんを連れてきた。vol.01 年収940万の美人社長秘書・あやのさん (31歳) & 恋愛に奥手なミスキャンパス・ナオさん (22歳)（6月25日、激レア素人ちゃん/妄想族）
- 神宮寺ナオ マドンナ専属 第2弾!! 出張先のビジネスホテルでずっと憧れていた女上司とまさかまさかの相部屋宿泊（7月7日、マドンナ）
- マドンナ専属 神宮寺ナオ×珠玉の寝取られドラマ 最強のコラボレーション!! 夫の上司に犯され続けて7日目、私は理性を失った…。（8月7日、マドンナ）
- 神宮寺ナオBEST（8月7日、桃太郎映像出版）※単体ベスト
- 神宮寺ナオの素顔。全作品収録。（8月25日、ダスッ!）※単体ベスト
- 地元に帰省した3日間、人妻になっていた憧れの同級生と時を忘れて愛し合った記録ー。（9月7日、マドンナ）
- The history of 女子社員・一ノ瀬奈美（9月27日、ゴーゴーズ）※ 総集編（『これが私のお仕事です! Case.01』『株式会社ゴーゴーズ AVメーカー的業務日報vol.03』『ゴーゴーズ人妻温泉忘年会～狂乱の宴2017～裏側全部見せます』）
- 僕の知らない妻の顔 アフター5NTR バーテンダーに溺れた妻の衝撃的浮気映像（10月7日、マドンナ）
- マドンナが誇る最強専属W豪華初共演!! 逆3Pハーレム同窓会（11月7日、マドンナ）
- 彼女の妹に愛されすぎてこっそり子作り性活（11月25日、本中）
- 母の友人（12月7日、マドンナ）
- 美少女中出し島 10周年大感謝祭スペシャル!! 超ハイテンション中出し大乱交（12月25日、本中）
- 至近距離に彼女がいるのに耳元でコソコソ口説いてくるささやき誘惑中出し（12月25日、本中）

- 神宮寺ナオの妖艶な肉体が連続絶頂で乱れまくる!!密着セックス ～元上司と悲しみを分け合う背徳性交～（1月7日、マドンナ）
- 相部屋×NTR報告 1年ぶりに再会した片想いの幼馴染とお酒を飲んで一人暮らしの部屋で二人きり（1月25日、本中）
- 初実写化!!マドンナ専属 神宮寺ナオ×熟れコミ NTR調教の名手 武田弘光・原作 向日葵ハ夜ニ咲ク（2月7日、マドンナ）
- あの人に振り向いて欲しくって交わる接吻とフェラと中出しでぐちょぐちょに愛し合った（2月25日、本中）
- 声出したら中出し! 美少女孕ませきもだめし林間学校（2月25日、本中）
- 夫と子作りSEXをした後はいつも義父に中出しされ続けています…。（3月7日、マドンナ）
- 絶対にナマで連射させてくれる連続中出しソープ（3月25日、本中）
- 人妻秘書、汗と接吻に満ちた社長室中出し性交（4月7日、マドンナ）[注釈 1]
- ゴーゴーズ人妻温泉忘年会～狂乱の宴2017～ Side.A＆B RE:MIX（4月19日、ゴーゴーズ）（一ノ瀬奈美 名義）　※ 再編集版
- M男拘束・逆種付けマーキング 孕むまで中出しするボンデージ痴女お姉さん（4月25日、本中）※Blu-ray版同時発売
- MOODYZ電撃移籍禁欲エロス大覚醒4本番スペシャル 40日間溜め込んだ性欲が爆発した一日（5月1日、MOODYZ）
- アニキの女と二人きり、甘く危険な同居生活。 ｢私に手を出したら、アニキに殺されるよ?｣（5月7日、マドンナ）
- 嫁の激しいイキっぷりを目の当たりにした居候中の義妹が欲情して… （6月1日、MOODYZ）
- Madonna専属1周年記念作品!! 生姦の湯 湯けむりで燃え上がる、1泊2日の寝取られ温泉旅行。（6月7日、マドンナ）
- マドンナ専属 神宮寺ナオ The First Anniversary 3枚組12時間 ～才色兼備な国民的女優、待望の専属1周年記念ベスト～（6月25日、マドンナ）※単体ベスト
- 家庭教師ナオ先生の中出しOK淫語と誘惑パンチラ（7月1日、MOODYZ）
- 暴風雨 部下の嫁と二人だけの夜（7月7日、マドンナ）
- まるっと! 神宮寺ナオ（8月1日、プラネットプラス）※単体ベスト、『美大生のプリケツ娘』『父と娘の近親セックス』の2作品を併録。
- 射精管理 憧れの女上司との出張泊でひたすら痴女られて一晩中続く快感ピークアウト（8月13日、MOODYZ）
- 本中10周年記念作品!! 美少女中出し島完全版おもてもうらも全部見せちゃいます! 240分SPECIAL（8月25日、本中）
- 妻を密かにネトラセて… ～寝取られ願望の夫が仕組んだ中出し不倫性交～（9月7日、マドンナ）
- 学生時代は親友の彼女で3人で雑魚寝もしてたただの女友達と大人になって再会してめちゃくちゃ中出ししまくった。（10月1日、MOODYZ）
- 水泳教室NTR インストラクターの優しさに溺れた妻の衝撃的中出し映像（10月7日、マドンナ）
- これが本気のアヘ顔!! 私、イクとこんな顔になっちゃうのSP 2（10月9日、LEO）オムニバス作品
- 射精しても、男潮吹いても、チ○ポバカになるまでヌイてくれる ささやき淫語メンズエステ（11月1日、MOODYZ）
- NGR ―ナガサレ― 叔父に犯され初めての絶頂を知った嫁（11月7日、マドンナ）
- 神宮寺ナオ4時間BEST（11月13日、溜池ゴロー）※単体ベスト
- 神宮寺ナオ8時間BEST専属6作品＋2 ～じんちゃんと本中の152日～（11月25日、本中）※単体ベスト
- 歓迎会で終電を逃した僕に「先輩うちに泊まっていきます?」と肉食系の新卒女子が小悪魔な甘い囁き。誘惑に負けて何度もSEXした（12月1日、MOODYZ）
- 高級娼婦 神宮寺ナオ 妖艶、華麗な人妻―、美しさ極める。（12月7日、マドンナ）※Blu-ray版同時発売

- 「恥ずかしいのに腰ふっちゃうの～!」 思いとは裏腹な高速騎乗位で暴発中出しさせちゃうウブな女教師（1月1日、MOODYZ）
- 奥さんのサドルになりたい-サドル盗難オジサンに狙われた美尻人妻（1月7日、マドンナ）
- 超高級SEXYランジェリー販売員の見せつけ誘惑セールス（2月1日、MOODYZ）
- 人妻オフィスレディの絶対領域 貞淑妻を襲う、部長の言いなり社内羞恥―。（2月7日、マドンナ）
- 立場逆転! 圧倒的ザコに犯され続けた捜査官ナオ（3月1日、MOODYZ）
- 焦らして… 焦らして… 焦らして… 焦らして…、最も濡れた瞬間に挿入する愛液グチョグチョ不倫性交。（3月7日、マドンナ）
- 嫉妬に狂った愛人の甘え上手な乳首イジりにハマってイク私… マンネリ破壊のこねくり魔女（4月1日、MOODYZ）
- 家を追い出され寂しそうに震えている隣の奥さんと密かにヤリ続けた日々…。（4月7日、マドンナ）
- 出張先の温泉接待でムリやり相部屋濃厚オヤジ達に朝まで中出しされた私（5月1日、MOODYZ）
- 町内キャンプNTR テントの中で何度も中出しされた妻の【閲覧注意】寝取られ映像（5月7日、マドンナ）
- えぇー、本当に、ココで… 男潮吹いちゃうの!!? デートの最中、声を出しちゃいけない誰にもバレちゃいけないギリギリの状況で強制射精・男潮吹き小悪魔焦らしお姉さん（6月1日、MOODYZ）
- Madonna専属2周年記念作品 伝説の人妻羞恥調教コミックが再び実写化!! 中華なると原作 義父 ～裕美の昼下がり～（6月7日、マドンナ）
- 神宮寺ナオ マドンナ専属2nd BEST 3枚組12時間 ～みんナオ虜にする、人気専属2周年記念SPECIAL～（6月25日、マドンナ）※単体ベスト、Blu-ray版同時発売
- バキュームフェラ大好きお姉さんのディープスロート・たっぷり射精・追撃おしゃぶり（7月1日、MOODYZ）
- 送り狼にもなれない僕（7月7日、マドンナ）
- 寝取られBBQ同窓会（8月1日、MOODYZ）
- 夫では満足できなくて… パート先の巨根店長に堕ちた人妻（8月7日、マドンナ）
- 「ドM店長って呼んでいい?」 閉店後、発情ビッ痴アルバイトが悪魔の囁き淫語で僕を誘惑 またがり杭打ちPtoMの変速刺激ラッシュで何度も中出し!（9月7日、MOODYZ）
- 学生時代のセクハラ教師とデリヘルで偶然の再会―。その日から言いなり性処理ペットにさせられて…。（9月14日、マドンナ）
- 快感に溺れる腰振りノンストップキメセク体液まみれエンドレス潮吹きオーガズム（10月5日、MOODYZ）
- 私をオナホにしてください。～裏垢で晒されたドM人妻OLの犯され願望～（10月12日、マドンナ）
- 乳首ビンビンで痴女ッてくるスナックお姉さんとアフター中出し不倫（11月2日、MOODYZ）
- 汗ばむ乳房、淫靡な視線、喫茶店で働く人妻ウェイトレスは閉店後、主人の命で常連に抱かれて―。（11月9日、マドンナ）
- すっごい量の一撃顔射に追撃顔射（12月7日、MOODYZ）
- 永遠に終わらない、中出し輪姦の日々。（12月14日、マドンナ）

- 美しい女上司の下品なアナル開発 メスイキM男調教スイートルーム（1月4日、MOODYZ）
- 出張という名の不倫旅行（1月11日、マドンナ）
- 倦怠期のオレに、新卒愛人との都合が良すぎる社内不倫がドストライク。（2月1日、MOODYZ）
- 隣家の地味奥さんに欲情した童貞の僕が立場逆転 汗だく逆種付けプレスで躾けられてしまった時の話です。（2月8日、マドンナ）[40]
- 立場逆転! 毎日叱っている文系地味OLにヒィーヒィー射精しても痴女られ続けている俺。（3月1日、MOODYZ）
- 閉店間際の銭湯で…。～年下男と背徳の湯けむり汗だく性交～（3月8日、マドンナ）
- 家、いきなり行ってイイですか? M男クンのお宅へ突撃デリバリーSEX!!  金玉爆発するまで痴女ってヤルよ!!（4月5日、MOODYZ）
- 僕を女手一つで育ててくれた、最愛の義姉が最低な友人に寝取られて… （4月12日、マドンナ）
- 過激下着モデルを頼まれた義姉のポージング練習が卑猥すぎて我慢できず暴走、毎日中出ししまくった（5月3日、MOODYZ）
- 家族揃っての温泉旅行で…。 ≪倦怠期の義姉≫に誘惑された‘童貞’の僕は朝まで中出しSEXに溺れた。（5月24日、マドンナ）
- 「終電ないならウチに泊まりなよ」 酔って抵抗出来ない僕は先輩女社員ナオさんの、ほろ酔い囁き淫語でパワハラ中出しさせられた飲み会後の出来事。（6月7日、MOODYZ）
- 「私、変えられてしまいました…」地味な人妻が性欲まみれのオヤジどもにハマるまで―（6月28日、マドンナ）
- 巨根でポルチオ開発 オーガズムヴァギナを追撃ピストン潮吹き覚醒アクメ（7月5日、MOODYZ）
- 神宮寺ナオ ～専属3周年記念 BEST ～ 3枚組12時間（7月12日、マドンナ）※Blu-ray版同時発売
- 取引先の傲慢社長に中出しされ続けた出張接待。（7月26日、マドンナ）
- あれ? 外なのにおっきしてる 彼女が在宅の2日間、セフレ志願の彼女の親友と密着囁き誘惑デートで勃起させられたら即近くのホテルで何度も何度も中出ししまくった。（8月2日、MOODYZ）
- 愛を認めさせたくて妻と絶倫の後輩を2人きりにして3時間…抜かずの追撃中出し計14発で妻を奪われた僕のNTR話（8月23日、マドンナ）[41]
- 乳首ビンビン! 露出狂お姉さんに痴女られる!  （9月6日、MOODYZ）
- レンタル人妻のナオさんと危険な恋に落ちた冴えない会社員の僕 ～タイムリミットは夜7時…定額制ハメ放題不倫～ （9月27日、マドンナ）
- 女神のベロキスで涎ダラダラ密着!  唾液まみれ連射中出しキスキス風俗フルコース （10月4日、MOODYZ）
- 神宮寺ナオ 12hours MOODYZ専属 1st BEST （10月4日、MOODYZ）
- 甘い囁きに流されるまま、僕は大学を留年するまで、人妻との巣篭もりSEXに溺れて…。（10月25日、マドンナ）
- 夫不在の5日間、初夜まで禁欲を命じられた私は性豪義父に身も心も調教されてしまった―。 望まない政略結婚、義父の狙いはワタシでした…。（11月22日、マドンナ）
- やっぱり、妻が好きだ! 倦怠期だった僕ら夫婦が久しぶりにSEXしたら...やっぱり体の相性抜群で朝まで何度も求め合った!!（12月6日、MOODYZ）

- マドンナ×痴女特化 その名も『アチージョ』爆誕!! M男専用デカ尻マニアックス（2月15日、MOODYZ）
- 先生のフェラ、彼女のよりヤバいの教えてアゲル - 彼女がいる生徒に追撃連射フェラチオ女教師 -（3月7日、MOODYZ）
- ゴミ屋敷に住むオヤジに苦情を言ったら性欲モンスター化! 悪臭の中で絶対に逃がさない絶倫ホールド中出しでブリブリ精子逆流!（4月4日、MOODYZ）
- 夫には口が裂けても言えません、お義父さんに孕ませられたなんて…。-1泊2日の温泉旅行で、何度も何度も中出しされてしまった私。-（4月11日、マドンナ）
- 「結婚前に中出しSEXしましょ」 誘惑囁き淫語で人生を破滅させるウエディングプランナー（5月4日、MOODYZ）
- 寝取らせ串刺し輪姦 愛する妻を深奥まで犯し尽くして下さい―。（5月9日、マドンナ）
- 色気ムンムン誘惑痴女ヘルパー肉感デカ尻とむっちり太ももでフル勃起ち○ぽ介護（6月6日、MOODYZ）
- 浮気した俺を軽蔑した目で咎める妻の妹を「もう無理」と言うまでイカせ続けた。（6月13日、マドンナ）
- 「私、明日この家出るね」 そうなんだ…じゃあ今日、最後のセックスしよ。 7年付き合った彼女と童貞の頃のように痴女られ中出ししまくった引っ越し前の3日間。（7月4日、MOODYZ）
- ヌードモデルNTR 上司と羞恥に溺れた妻の衝撃的浮気映像（7月11日、マドンナ）
- 神宮寺ナオ 専属4周年記念BEST 12時間（7月25日、マドンナ）
- 右手がとまらないチンこきナースが優しく寸止め囁き淫語! 恥JOI射精管理クリニック（8月1日、MOODYZ）[42]
- 衝撃の略奪『寝取り』痴女ドキュメンタリー!! これから新婚M男クンの愛の巣に潜入して、夫婦の愛をぶち壊しに行ってきます―。（8月8日、マドンナ）
- 僕をダメにする痴女セフレお姉さんとホテルでお泊り中出しデート お口とマ○コの無限PtoM中出しで射精廃人にさせられて…（9月5日、MOODYZ）
- 元騎士団長 巨乳人妻、卑劣な敵 戦場は寝床（9月12日、マドンナ）※Blu-ray版同時発売
- 神宮寺ナオ MOODYZ 2nd BEST 12時間（10月17日、MOODYZ）※単体ベスト
- ドラレコ寝取られ映像 欲求不満パート妻と男子大学生の消し忘れ密会（10月31日、MOODYZ）
- 地味な仕事着から覗く不倫ランジェリー誘惑に負け客にバレないように即ハメ鬼ピスしたファミレスバイト中出し密会（11月7日、MOODYZ）
- 吸引力抜群のザーメン姉さんたちヌキテクで昇天!! 最強痴女Wフェラ＆W手コキの極（11月9日、LEO）
- 妻の出張中、義理の姉・ナオに誘惑された僕は30日間溜めた精子が空になるまで濃厚中出しセックスをした…。（11月14日、マドンナ）
- 家庭教師のお姉さんに両親不在の1週間、24時間×7日間 中出しねっちょり逆痴漢で40発射精させられたボク。（12月5日、MOODYZ）

- 愛液だらだらおマ〇コを濃厚クンニと絶倫チ〇ポで満たす義父の逆PtoM性交（1月9日、マドンナ）
- 僕を見下すナマイキな姉を卑猥なコスで恥イキさせて分からせた!（2月6日、MOODYZ）
- ヒマを持て余した旅先の人妻達に、W中出し搾精され続ける温泉旅行―。（3月26日、マドンナ）
- 絶頂開発体位マニアの女に子宮べスポジ角度を探され痴女られ何度も中出し!（4月2日、MOODYZ）
- 合鍵をもらった人妻が、男子学生が卒業するまで中出しされた一人暮らし部屋。（5月14日、マドンナ）
- 本番無しの人妻デリヘルでこっそり媚薬を仕込んだらド淫乱化! 自らコンドーム外してナマ中出し! その後も僕の自宅まで押しかけて夫に嘘をついてまで朝まで入り浸り10発中出しイイナリ玩具に堕とした。（6月4日、MOODYZ）
- 私の自慢の嫁ちゃんを晒します。《人気専属》大人の色気×美ボディ『晒し』公開ー!!（7月9日、マドンナ）
- 「私に興奮なんかしないでしょ?」 離婚して出戻ったシングルマザーの姉。母乳が出ず頼まれた乳腺マッサージが産後処女の身体にドストライクして…乳イキ背徳中出し性交に溺れた僕ら。（8月6日、MOODYZ）
- 神宮寺ナオ Madonna専属5周年記念BEST480分（8月13日、マドンナ）※ 単体ベスト
- 身も心も相性抜群の2人ー。‘想い’と‘唇’が重なる濃密接吻ソープ（9月10日、マドンナ）
- タワマンNTR 優秀なオスが集まる上層階にお呼ばれされた下層妻がハイスぺ絶倫チ〇ポに完全敗北! 高級DNAすりこみ危険日中出し9発（10月1日、MOODYZ）
- 愛する夫の為に、身代わり週末肉便器。 超絶倫極悪オヤジに、孕むまで何度も中出しされ続けて…。（11月12日、マドンナ）
- Madonna専属 竹内有紀 The First Anniversary 8時間（11月26日、マドンナ）※ 『ヒマを持て余した旅先の人妻達に、W中出し搾精され続ける温泉旅行―』
- ムーディーズNo.1のエロイイ女! 神宮寺ナオ3rdBEST12時間（12月17日、MOODYZ）

- 無自覚スケチラ誘惑ハウスクリーニングのお姉さん 視線と勃起がバレたら巨尻とおっぱいとマ●コを駆使して射精ヘルプもたっぷりしてくれた（1月7日、MOODYZ）
- 年上の妻ナオに制服着せて青春SEX 大好きな妻の10代を妄想して出会った頃のようにハメ狂いした週末～ド興奮LOVE10発中出し～（2月4日、MOODYZ）
- 「人生最後の勃起かもしれないんだ、一瞬だけでイイから挿れさせて!!」 勃起不全になった義父に同情して混浴したらまさかのフル勃起、相性抜群過ぎて馬乗り騎乗位で何度も生ハメ狂ってしまった私。（2月11日、マドンナ）
- マドンナALL専属バスツアー2025 極上の美女を1人占めするのは僕だ!! 夢のハーレムを掴み取れ!! 総勢37名の大乱交SPECIAL!! 前編（2月25日、マドンナ）共演：篠原いよ、吉永塔子、吉澤友貴、古東まりこ、橘メアリー、朝日りお、市来まひろ、椎名ゆな、藤森里穂、水戸かな、愛弓りょう、栗山莉緒、沖宮那美、広瀬ゆり、推川ゆうり、日下部加奈、白石茉莉奈 ※Blu-ray版同時発売
- マドンナALL専属バスツアー2025 ハーレムを掴み取った男たちが極上の美女を独占!! 酒池肉林のお祭りはまだまだ続く!! 夢の大共演＆大乱交FESTIVAL!! 後編（3月25日、マドンナ） ※Blu-ray版同時発売
- 観れば絶対前戯上達できる! アナタもヌイて学べる神宮寺ナオと一緒に! How to SEX! 前戯力アップできたら中出し編（4月1日、MOODYZ）
- 眠らせた大好きな姉をイジメっ子に差し出した僕は汚されきった姿に勃起が止まらず…媚薬も飲ませて昏睡キメセク追姦で何度も中出ししてしまいました。（5月6日、MOODYZ）
- 居候先の清楚な美人女将は大の年下好きな中出し回数でボクのバイト代を決める魔性のオンナでした（6月3日、MOODYZ）
- ハプニングバー人妻NTR 「あなたのためよ…」と言っていた妻がいつしか群がる男たちに夢中になっていた。（6月10日、マドンナ）
- 理不尽な夫の上司に尽くす人妻バニーガール ～恥じらいの猥褻コスプレ中出し接待～（8月12日予定、マドンナ）
- 神宮寺ナオ Madonna専属6周年 記念BEST 480分（8月26日予定、マドンナ） ※単体ベスト
- 【女性経験のない童貞男性限定!】会話も、デートマナーも、もちろん夜も… 1週間つきっきりで中出しまで練習させてくれる婚活アドバイザー（9月2日予定、MOODYZ）

### 配信限定
- 神宮寺寧々（2018年2月10日、恋する花嫁）※「神宮寺寧々（28）」名義
- 配信限定 マドンナ専属女優の『リアル』解禁。 神宮寺ナオ ハメ撮り MADOOOON!!!!（2022年2月22日、マドンナ）
- 盗撮 女子大バレー部 セクハラ合宿 File03（2023年12月11日、ペロンゲリオン）
- 魔法のオイルで快感マッサージ（2024年12月3日、切り売りのおかず屋さん）
- なお（2025年2月16日、すももちゃん）
- 陰湿エロの女 Part.1（2025年9月1日予定、メスイキ）
- 陰湿エロの女 Part.2（2025年9月1日予定、メスイキ）
- 陰湿エロの女 Part.3（2025年9月2日予定、メスイキ）
- 陰湿エロの女 Part.4（2025年9月2日予定、メスイキ）
- 陰湿エロの女 Part.5（2025年9月3日予定、メスイキ）

### VR
- 仮想現実ライブチャット NaOちゃんログイン中（12月8日、CASANOVA）

- ウブ可愛い妹を阿修羅責め（2月23日、CASANOVA）
- 小人化無し×長尺 おさななじみと突然のキス! 実はエッチに興味津々! 初めてでイラマまでこなす どエロ娘と初エッチ（5月3日、妄想HEAVEN）
- 小人化無し 未亡人妻が娘の家庭教師に欲情し誘惑、高速ピストン生中出し! 久しぶりのチ●コを心の底から楽しみ淫乱妻がバック→背面座位→横向き座位で愛液が溢れグチュグチュ音が響く。V字開脚座位の超高速ピストンで目も開けられず、歓喜の叫びで膣内射精（6月2日、妄想HEAVEN）
- 神舌をリアルに感じながらイチャラブ生中出しセックスしよ!!（6月20日、KMPVR-bibi-）
- 花火と焼肉パーティーでどんだけ盛り上げても、女の子に気を使っても、結局モテるのはイケメンだと気づいた…。ただ、諦めずに肉食系女子に、焼肉を丁寧に提供していたら、イケメンは早漏で、欲求不満な女子たちが寄ってきた…。（6月30日、BAZOOKA）
- ようこそAV現場1日体験ツアー これであなたもAV男優デビュー!!（7月25日、KMPVR-bibi-）
- 「情けなくなんかないよ!」試合で負けた僕を勇気付ける同級生。。溢れる母性で包み込まれた中での幸福な初体験 しかも生中出しSEX（7月27日、こあらVR）
- ずーっとガン見手コキで射精強制我慢…延々チンポこねくり寸止め道場（8月24日、ちんちんVR）
- 卑猥な褐色の真性乳首狂い 徹底的にイジり倒しSEX狂い性交。（9月15日、TEPPAN）
- 僕の可愛い姉妹がいつの間にか大人の女になって「実はお兄ちゃんの事大好きなんだよ!」って告白された兄 (自分) はどうしますか?! ゆいとなお編（9月21日、unfinished VR）
- 禁断の女子寮の管理人体験VR 気付いたら…門限に間に合わず駆け込んできた制服美少女の溜まり部屋に!!（9月25日、Kawaii*）
- 接吻しまくり淫口よだれナース（10月19日、ワープエンタテインメント）
- もう一度アナタに青春を! ドキドキ修学旅行VR 生着替え＆女子風呂を覗き見※しかもバレてお仕置きされちゃった! 女子部屋に呼び出されて人生初告白体験! こっそりSEXを試みるも仲間にバレて思い出作りの大乱交しちゃった1泊2日（11月1日、kawaii*）
- 産婦人科初体験のナオちゃんが恥じらいつつ診察台に…変態医師による危険日孕ませ妊娠確実中出しSEX（11月16日、こあらVR）
- 性交クリニックファン感謝祭2018 VR（12月6日、SODクリエイト）

- 僕の彼女はグラビアアイドル（3月20日、ちんちんVR）
- 本中10周年記念3Dバーチャルトリップ!! 美少女中出し島VR!!（12月25日、本中）

- 同窓会痴漢（1月10日、ナチュラルハイ）
- 学生時代、僕がフッた地味な彼女とソープで再会中出し あなたにフラれたのが尾を引いてソープ嬢になってしまった娘と生中出しVR（3月13日、本中）
- 地味だったあの娘たちが… どエロ痴女に! 挟み撃ちハーレム中出し逆3P（4月16日、本中）
- 祝!! MadonnaVR50作突破記念作品!! 専属 神宮寺ナオ マドンナVR初出演!! デリヘル呼んだら来たのが妻の妹!! 「一度だけ…」と試したら相性抜群セックスが癖になり家でもヤリまくってしまった。（5月1日、マドンナ）

- 僕の愛する妻 神宮寺ナオと結婚記念日に初めての1泊2日イチャラブ旅行（1月22日、マドンナ）
- 神宮寺ナオ史上最エロSEXY! 「ようやくワタシに釣り合う男になれたね」 IT社長になったボクが神宮寺ナオに告白したらまさかのOK! しかもデキ婚したくて何発も中出しを求められる最高のVR・高画質!!（2月17日、MOODYZ）

### イメージDVD
太字はブルーレイ同時発売
- 清純ポルノ（池田充希名義）（2017年12月22日、スパイスビジュアル）
- フレンチ・キス（松岡芽郁名義）（2018年4月23日、クレイン）
- 過剰反応（雅マリコ名義）（2018年7月13日、デジプラン）
- パイパンヌード〜無修正・準ヴァージン・Eカップ美乳〜神宮寺ナオ（2018年5月26日、スパークビジョン）
- ヘアーヌード〜無修正・美巨尻・Eカップ美乳〜神宮寺ナオII（2019年1月26日、スパークビジョン）
- ALL NUDE 神宮寺ナオ（2019年3月25日、Air control）
- Day By Day 神宮寺ナオ（2019年9月20日、INTEC Inc）
- 愛の輪廻（2021年6月22日、サウスアート）
- 新・湯女ごこち 15（2021年9月24日、スパイスビジュアル）
- Nao 神様がくれた奇跡（2022年6月16日、REbecca）
- 湯女美人（2023年5月31日、スパイスビジュアル）
- Nao2 Stilla-moving version-（2025年3月6日、REbecca）
- 能動的三分間（2025年6月10日、FAIR＆WAY）

### 写真集

#### 書籍版
- Muse（2019年9月27日、ジーウォーク、撮影：天野功）ISBN 978-4862979322
- Gimme!（2022年9月2日、竹書房、撮影：田畑竜三郎）ISBN 978-4801932517
- Stilla 神宮寺ナオ写真集 （2025年1月31日、竹書房、撮影：富田恭透）ISBN 978-4801942660

#### 電子書籍
- マドンナALLSTARS 肉宴（2019年12月23日、小学館、撮影：藤本和典）[注釈 2]
- 神宮寺ナオ写真集　Peach（2020年1月25日、HMJM出版、撮影：浜田一喜）
- FLOWER 神宮寺ナオ vol.01（2020年3月20日、ジーウォーク、撮影：天野功）
- FLOWER 神宮寺ナオ vol.02（2020年4月24日、ジーウォーク、撮影：天野功）
- 愛のリフレイン 週刊ポストデジタル写真集（2021年7月16日、小学館、撮影：三戸建秀）
- FLOWER 神宮寺ナオ vol.03（2021年9月10日、ジーウォーク、撮影：天野功）
- FLOWER 神宮寺ナオ vol.04（2021年9月10日、ジーウォーク、撮影：天野功）
- FLOWER 神宮寺ナオ vol.05（2021年9月10日、ジーウォーク、撮影：天野功）
- FLOWER 神宮寺ナオ vol.06（2021年9月10日、ジーウォーク、撮影：天野功）
- FLOWER 神宮寺ナオ vol.07（2021年9月10日、ジーウォーク、撮影：天野功）
- Punk 神宮寺ナオ（2025年7月15日、フェア出版）※ 映像作品『能動的三分間』より

### 音楽

#### シングルCD
- 「バージン協奏曲」後藤つき、西田カリナ、神宮寺ナオ、藤川菜緒（2019年、トラウマサーカス）[注釈 3]

## 出演

### 成人映画
- バージン協奏曲 それゆけ純白パンツ!（2019年10月4日公開、オーピー映画、監督:小栗はるひ） - 愛香 役[5][45]
- 悪女の色仕掛け カモって快感!（2020年10月9日公開、オーピー映画、監督:藤原健一） - 黒崎蓮 役[46]

### 映画
- 女詐欺師レン キケンな情事を追え!（2020年10月13日、OP PICTURES、監督:藤原健一） - 黒崎蓮 役[注釈 4]

### 配信
- 孤独のボッキメシ Season1 第3話（2020年7月21日、男優虎の巻チャンネル） - ジャマイカ料理店の店員・神宮寺ナオ 役[49][50]
- カチコチTV（2022年5月13日、20日、FANZA見放題）

### 舞台
- Alexandrite Stage Produce「Three Kingdoms 2020 魏国編」長安Team（2020年8月5日‐10日、CBGKシブゲキ!!） - 武宣皇后 役[51]

### ゲーム
- 新宿スカウトバトル（2019年12月2日、DMM GAMES） - 海外マフィア「九頭竜会」ニの竜 役[52]
- 社長と美女たちの二重奏（2024年3月6日[53]、CREAM SOFT）- 山口彩音 役[54]

### テレビ
- もう!バカリズムさんの超H! #23（2021年3月22日、フジテレビONE）[55]
- るてんのんてる #4（2022年4月30日、読売テレビ）[56]

### ラジオ
- ねむチキ（2021年11月21日・28日、2022年8月7日・14日、TBSラジオ）

## 掲載

### 雑誌
- 月刊FANZA（2019年7月22日、2020年2月22日、ジーオーティー）- インタビュー[57][58]